# Eriobotrya malipoensis
Eriobotrya malipoensis är en rosväxtart som beskrevs av Ke Chien Kuan. Eriobotrya malipoensis ingår i släktet eriobotryor, och familjen rosväxter. Inga underarter finns listade i Catalogue of Life.